# ウェスタン・カンファレンス (MLS)

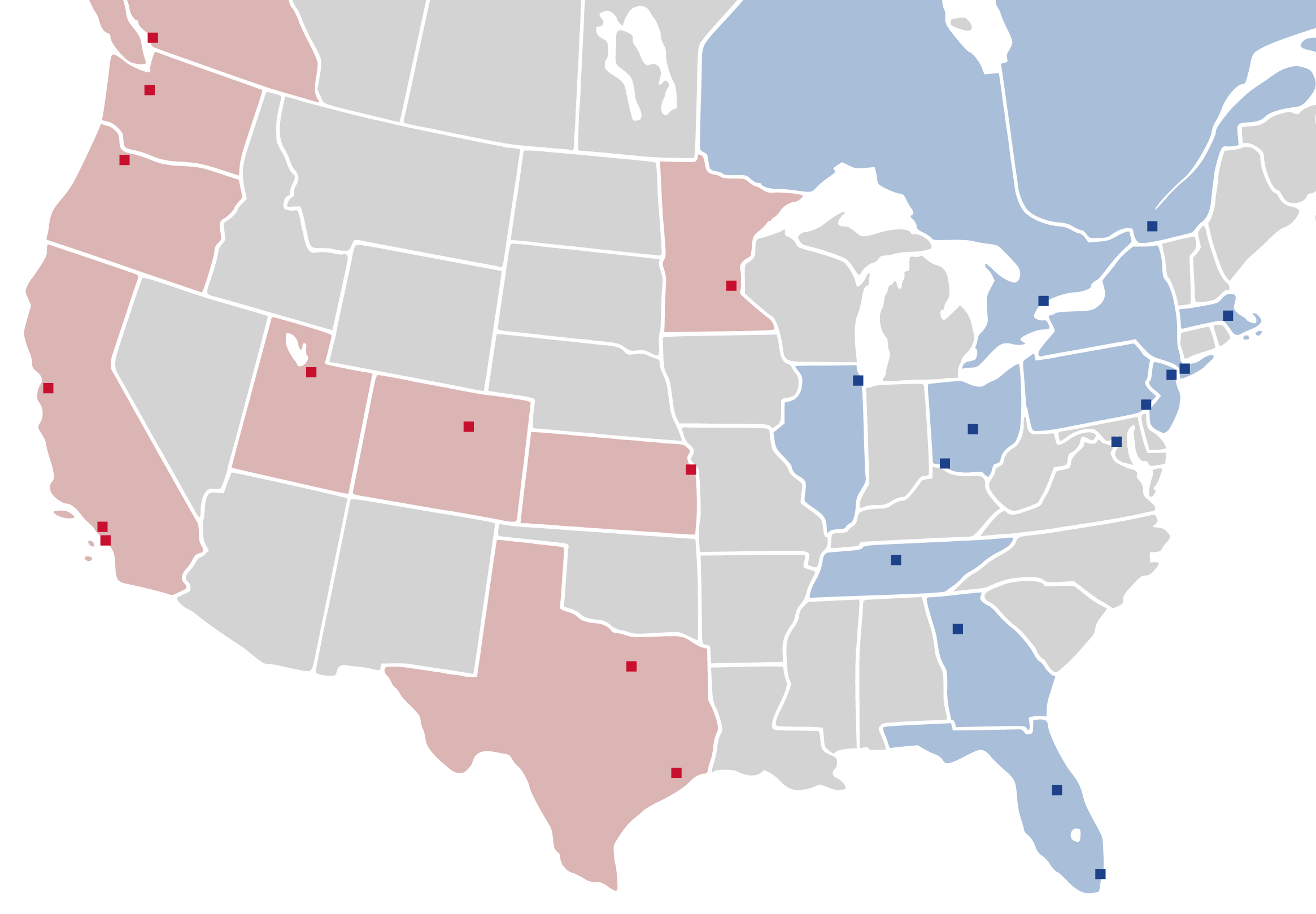
2020年現在におけるMLSクラブの所在地
茶色がウェスタン・カンファレンス、青色がイースタン・カンファレンス。

ウェスタン・カンファレンス（Western Conference）は、北米プロサッカーリーグMLSの二つあるカンファレンスのうちの一つ。もう一つは、イースタン・カンファレンス (Eastern Conference)。
2022年現在、アメリカ合衆国から13クラブ、カナダから1クラブの計14クラブが参加している。

## 参加クラブ
| クラブ                           | ホームタウン                           | スタジアム                                 |
| -------------------------------- | -------------------------------------- | ------------------------------------------ |
| オースティンFC                   | テキサス州オースティン                 | Q2スタジアム                               |
| コロラド・ラピッズ               | コロラド州コマースシティ               | ディックス・スポーティング・グッズ・パーク |
| FCダラス                         | テキサス州フリスコ                     | トヨタ・スタジアム                         |
| ヒューストン・ダイナモ           | テキサス州ヒューストン                 | シェル・エナジー・スタジアム               |
| ロサンゼルス・ギャラクシー       | カリフォルニア州カーソン               | ディグニティ・ヘルス・スポーツ・パーク     |
| ロサンゼルスFC                   | カリフォルニア州ロサンゼルス           | BMOスタジアム                              |
| ミネソタ・ユナイテッドFC         | ミネソタ州セントポール                 | アリアンツ・フィールド                     |
| ポートランド・ティンバーズ       | オレゴン州ポートランド                 | プロビデンス・パーク                       |
| レアル・ソルトレイク             | ユタ州サンディ                         | アメリカ・ファースト・フィールド           |
| サンディエゴFC                   | カリフォルニア州サンディエゴ           | スナップドラゴン・スタジアム               |
| サンノゼ・アースクエイクス       | カリフォルニア州サンノゼ               | PayPalパーク                               |
| シアトル・サウンダーズFC         | ワシントン州シアトル                   | ルーメン・フィールド                       |
| スポルティング・カンザスシティ   | カンザス州カンザスシティ               | チルドレンズ・マーシー・パーク             |
| セントルイス・シティSC           | ミズーリ州セントルイス                 | エナジャイザー・パーク                     |
| バンクーバー・ホワイトキャップス | ブリティッシュコロンビア州バンクーバー | BCプレイス・スタジアム                     |

## 年表

### 1990年代
1996年
- MLSおよびウェスタン・カンファレンス初開催。
- 参加クラブはコロラド・ラピッズ、ダラス・バーン（現FCダラス）、カンザスシティ・ウィズ（現スポルティング・カンザスシティ）、ロサンゼルス・ギャラクシー、サンノゼ・クラッシュ（現サンノゼ・アースクエイクス）の5クラブ。

1998年
- シカゴ・ファイアーFCが新規参入。
- 参加クラブは6クラブ。

### 2000年代
2000年
- ウェスタン・ディビジョンに改称。
- セントラル・ディビジョンの創設に伴い、シカゴ・ファイアーFCとダラス・バーンが脱退。
- 参加クラブは4クラブ。

2002年
- 名称がウェスタン・カンファレンスに戻された。
- セントラル・ディビジョンの廃止に伴い、ダラス・バーンが復帰。
- 参加クラブは5クラブ。

2005年
- チーヴァスUSAとレアル・ソルトレイクが新規参入。
- カンザスシティ・ウィザーズが脱退しイースタン・カンファレンスに加盟。
- 参加クラブは6クラブ。

2006年
- サンノゼ・アースクエイクスが活動を休止。
- ヒューストン・ダイナモが新規参入。
- 参加クラブは6クラブ。

2008年
- サンノゼ・アースクエイクスが活動を再開。
- 参加クラブは7クラブ。

2009年
- シアトル・サウンダーズFCが新規参入。
- 参加クラブは8クラブ。

### 2010年代
2011年
- ポートランド・ティンバーズとバンクーバー・ホワイトキャップスが新規参入。
- ヒューストン・ダイナモが脱退しイースタン・カンファレンスに加盟。
- 参加クラブは9クラブ。

2015年
- チーヴァスUSAが解散。
- スポルティング・カンザスシティとヒューストン・ダイナモが復帰[1]。
- 参加クラブは10クラブ。

2017年
- ミネソタ・ユナイテッドFCが新規参入[2]。
- 参加クラブは11クラブ。

2018年
- ロサンゼルスFCが新規参入。
- 参加クラブは12クラブ。

### 2020年代
2020年
- ナッシュビルSCが新規参入。
- 参加クラブは13クラブ。

2021年
- ナッシュビルSCがイースタン・カンファレンスに移籍。
- オースティンFCが新規参入。
- 参加クラブは13クラブ。

2022年
- ナッシュビルSCがウェスタン・カンファレンスに復帰。
- 参加クラブは14クラブ。

2023年
- ナッシュビルSCがイースタン・カンファレンスに移籍。
- セントルイス・シティSCが新規参入。
- 参加クラブは14クラブ。

## 歴代優勝クラブ

### プレーオフ
2001年までのカンファレンスプレーオフ決勝は3試合制で、先に2勝したクラブが優勝とされた（カンファレンスプレーオフ形式が使用されなかった2000年と2001年のMLS準決勝を含む）。同点の場合は引き分けとせず、シュートアウト（PK戦ではない）によって勝敗が決められた。2002年には引き分けと勝ち点制が採用された。2003年から2011年にかけての決勝戦は1試合のみ行われ、延長戦でも決着がつかなかった場合はシュートアウトが行われる。2012年から決勝戦は2試合となり、2014年からアウェーゴールルールが採用された。2019年、プレーオフは単一の試合形式に戻った。
| 色付きはMLSカップ優勝クラブ |

| シーズン | 優勝                        | 得点               | 準優勝                         |
| -------- | --------------------------- | ------------------ | ------------------------------ |
| 1996     | ロサンゼルス・ギャラクシー  | 2試合-0試合        | カンザスシティ・ウィザーズ     |
| 1997     | コロラド・ラピッズ          | 2試合-0試合        | ダラス・バーン                 |
| 1998     | シカゴ・ファイアーFC        | 2試合-0試合        | ロサンゼルス・ギャラクシー     |
| 1999     | ロサンゼルス・ギャラクシー  | 2試合-1試合        | ダラス・バーン                 |
| 2000     | 開催されず                  | 開催されず         | 開催されず                     |
| 2001     | 開催されず                  | 開催されず         | 開催されず                     |
| 2002     | ロサンゼルス・ギャラクシー  | 勝ち点6-勝ち点0    | コロラド・ラピッズ             |
| 2003     | サンノゼ・アースクエイクス  | 3–2 (延長)         | カンザスシティ・ウィザーズ     |
| 2004     | カンザスシティ・ウィザーズ  | 2–0                | ロサンゼルス・ギャラクシー     |
| 2005     | ロサンゼルス・ギャラクシー  | 2–0                | コロラド・ラピッズ             |
| 2006     | ヒューストン・ダイナモ      | 3–1                | コロラド・ラピッズ             |
| 2007     | ヒューストン・ダイナモ      | 2–0                | カンザスシティ・ウィザーズ     |
| 2008     | ニューヨーク・レッドブルズE | 1–0                | レアル・ソルトレイク           |
| 2009     | ロサンゼルス・ギャラクシー  | 2–0 (延長)         | ヒューストン・ダイナモ         |
| 2010     | FCダラス                    | 3–0                | ロサンゼルス・ギャラクシー     |
| 2011     | ロサンゼルス・ギャラクシー  | 3–1                | レアル・ソルトレイク           |
| 2012     | ロサンゼルス・ギャラクシー  | 4–2（2戦合計）     | シアトル・サウンダーズFC       |
| 2013     | レアル・ソルトレイク        | 5–2（2戦合計）     | ポートランド・ティンバーズ     |
| 2013     | ロサンゼルス・ギャラクシー  | 2–2（2戦合計）(a.) | シアトル・サウンダーズFC       |
| 2015     | ポートランド・ティンバーズ  | 5–3（2戦合計）     | FCダラス                       |
| 2016     | シアトル・サウンダーズFC    | 3–1（2戦合計）     | コロラド・ラピッズ             |
| 2017     | シアトル・サウンダーズFC    | 5–0（2戦合計）     | ヒューストン・ダイナモ         |
| 2018     | ポートランド・ティンバーズ  | 3–2（2戦合計）     | スポルティング・カンザスシティ |
| 2019     | シアトル・サウンダーズFC    | 3–1                | ロサンゼルスFC                 |
| 2020     | シアトル・サウンダーズFC    | 3-2                | ミネソタ・ユナイテッドFC       |
| 2021     | ポートランド・ティンバーズ  | 2-0                | レアル・ソルトレイク           |

E – イースタン・カンファレンスのクラブ

### レギュラーシーズン
| 色付きはサポーターズ・シールド受賞クラブ |

| シーズン | 優勝                           | 記録           | プレーオフの結果         |
| -------- | ------------------------------ | -------------- | ------------------------ |
| 1996     | ロサンゼルス・ギャラクシー     | 19–13–0^ (+10) | 準優勝                   |
| 1997     | カンザスシティ・ウィザーズ     | 21–11–0^ (+6)  | カンファレンス準決勝敗退 |
| 1998     | ロサンゼルス・ギャラクシー     | 24–8–0^ (+41)  | カンファレンス決勝敗退   |
| 1999     | ロサンゼルス・ギャラクシー     | 20–12–0^ (+20) | 準優勝                   |
| 2000     | カンザスシティ・ウィザーズ     | 16–7–9 (+18)   | 優勝                     |
| 2001     | ロサンゼルス・ギャラクシー†    | 14–7–5 (+16)   | 準決勝敗退               |
| 2002     | ロサンゼルス・ギャラクシー     | 16–9–3 (+11)   | 優勝                     |
| 2003     | サンノゼ・アースクエイクス     | 14–7–9 (+10)   | 優勝                     |
| 2004     | カンザスシティ・ウィザーズ     | 14–9–7 (+8)    | 準優勝                   |
| 2005     | サンノゼ・アースクエイクス     | 18–4–10 (+22)  | カンファレンス準決勝敗退 |
| 2006     | FCダラス                       | 16–12–4 (+4)   | カンファレンス準決勝敗退 |
| 2007     | チーヴァスUSA                  | 15–7–8 (+18)   | カンファレンス準決勝敗退 |
| 2008     | ヒューストン・ダイナモ         | 13–5–12 (+13)  | カンファレンス準決勝敗退 |
| 2009     | ロサンゼルス・ギャラクシー     | 12–6–12 (+5)   | 準優勝                   |
| 2010     | ロサンゼルス・ギャラクシー     | 18–7–5 (+18)   | カンファレンス決勝敗退   |
| 2011     | ロサンゼルス・ギャラクシー     | 19–5–10 (+20)  | 優勝                     |
| 2012     | サンノゼ・アースクエイクス     | 19–6–9 (+29)   | カンファレンス準決勝敗退 |
| 2013     | ポートランド・ティンバーズ     | 14–5–15 (+21)  | カンファレンス決勝敗退   |
| 2014     | シアトル・サウンダーズFC       | 20–10–4 (+15)  | カンファレンス決勝敗退   |
| 2015     | FCダラス                       | 18–10–6 (+13)  | カンファレンス決勝敗退   |
| 2016     | FCダラス                       | 17–8–9 (+10)   | カンファレンス準決勝敗退 |
| 2017     | ポートランド・ティンバーズ     | 15–11–8 (+10)  | カンファレンス準決勝敗退 |
| 2018     | スポルティング・カンザスシティ | 18–8–8 (+25)   | カンファレンス決勝敗退   |
| 2019     | ロサンゼルスFC                 | 21–4–9 (+48)   | カンファレンス決勝敗退   |
| 2020     | スポルティング・カンザスシティ | 12-6-3 (+13)   | カンファレンス準決勝敗退 |
| 2021     | コロラド・ラピッズ             | 17-7-10 (+16)  | カンファレンス準決勝敗退 |

^ – MLSでは2002年まで引き分け制度無し

† – 2001年シーズンは9月11日の同時多発テロ事件によりレギュラーシーズンの残りが打ち切りになった後、ロサンゼルス・ギャラクシーがカンファレンス優勝クラブと宣言された。MLSカッププレーオフは9月20日に始まった。

## MLSカップ歴代優勝クラブ
- 1998: シカゴ・ファイアーFC
- 2000: カンザスシティ・ウィザーズ
- 2001: サンノゼ・アースクエイクス
- 2002: ロサンゼルス・ギャラクシー
- 2003: サンノゼ・アースクエイクス
- 2005: ロサンゼルス・ギャラクシー
- 2006: ヒューストン・ダイナモ
- 2007: ヒューストン・ダイナモ
- 2009: レアル・ソルトレイク
- 2010: コロラド・ラピッズ
- 2011: ロサンゼルス・ギャラクシー
- 2012: ロサンゼルス・ギャラクシー
- 2014: ロサンゼルス・ギャラクシー
- 2015: ポートランド・ティンバーズ
- 2016: シアトル・サウンダーズFC
- 2019: シアトル・サウンダーズFC